# Orr Barouch
Orr Barouch (Hebreeuws: אור ברוך) (Haifa, 29 november 1991) is een Israëlisch voetballer die bij voorkeur als middenvelder speelt. Hij verruilde in 2014 Chicago Fire voor Maccabi Netanja.

## Clubcarrière
Barouch genoot het grootste gedeelte van zijn jeugdopleiding bij het Mexicaanse Tigres waar hij in 2011 doorstroomde naar het eerste team. Hij werd vrijwel direct verhuurd aan  Chicago Fire. Op 19 maart 2011 maakte hij tegen FC Dallas zijn debuut voor Chicago. Zijn eerste doelpunt maakte hij op 24 mei 2011 tegen Toronto FC. Aan het einde van het seizoen in 2011 besloot Chicago Fire Barouch definitief over te nemen van Tigres. Op 13 september 2012 werd hij vervolgens verhuurd aan Bnei Jehoeda, waar hij twee seizoenen verbleef. In die twee seizoenen speelde hij dertig competitiewedstrijden, waarin hij drie doelpunten maakte. Op 14 februari 2014 keerde Barouch na anderhalf jaar weer terug bij Chicago Fire. Op 1 juli 2014 maakte hij de overstap naar Maccabi Netanja.